# 陳國大長公主
永慶公主（？—999年），為北宋宋太祖之女，排行、生母不詳。
開寶五年，封永慶公主，下嫁右衛將軍魏咸信。宋太宗即位，改名為虢国永慶公主。淳化元年（990年），又改封齊國永慶公主。宋真宗初，進封許國永慶長公主。咸平二年薨，諡貞惠，後改恭惠。景祐三年，追封大長公主。元符改封陳國。政和改賢惠大長帝姬。